# インドネシア大統領杯国際ボクシングトーナメント
インドネシア大統領杯国際ボクシングトーナメント（インドネシアだいとうりょうはいこくさいボクシングトーナメント）は、インドネシアのジャカルタで開催されている、アマチュアボクシングの国際大会である。

## 概要
「プレジデントカップ」と呼ばれることもあるが、AIBAプレジデントカップ国際トーナメントとは全く別の大会である。
2011年の第21回大会では25ヶ国が参加。井上尚弥、須佐勝明、村田諒太らの3人の日本人選手が金メダルを獲得し、国別対抗で日本が優勝を果たした。